# Naso brevirostris

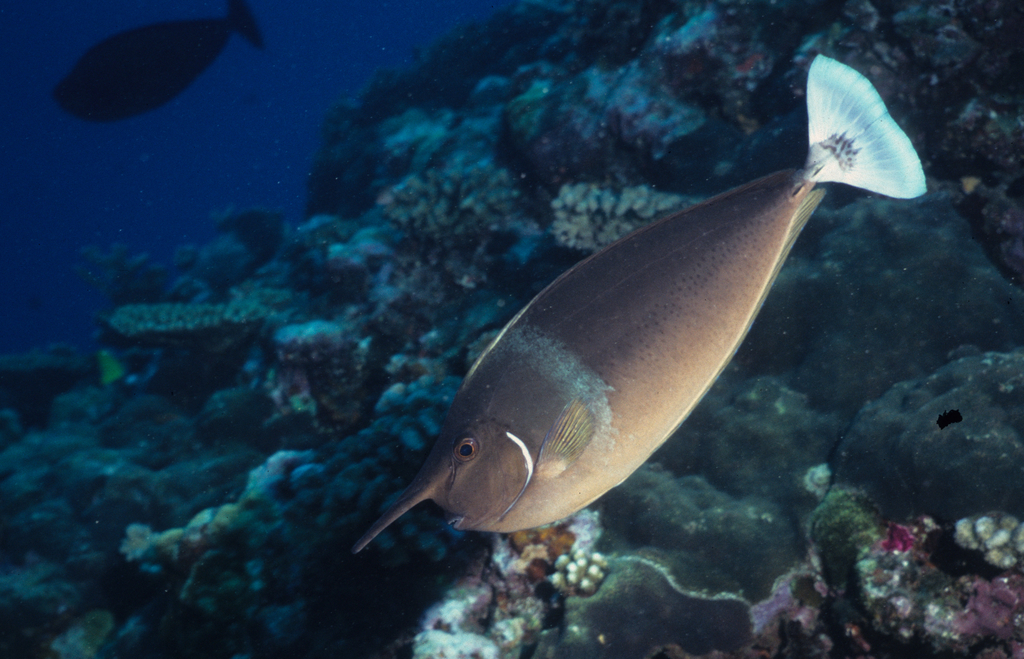
Exemplar fotografiat a les Illes Comores

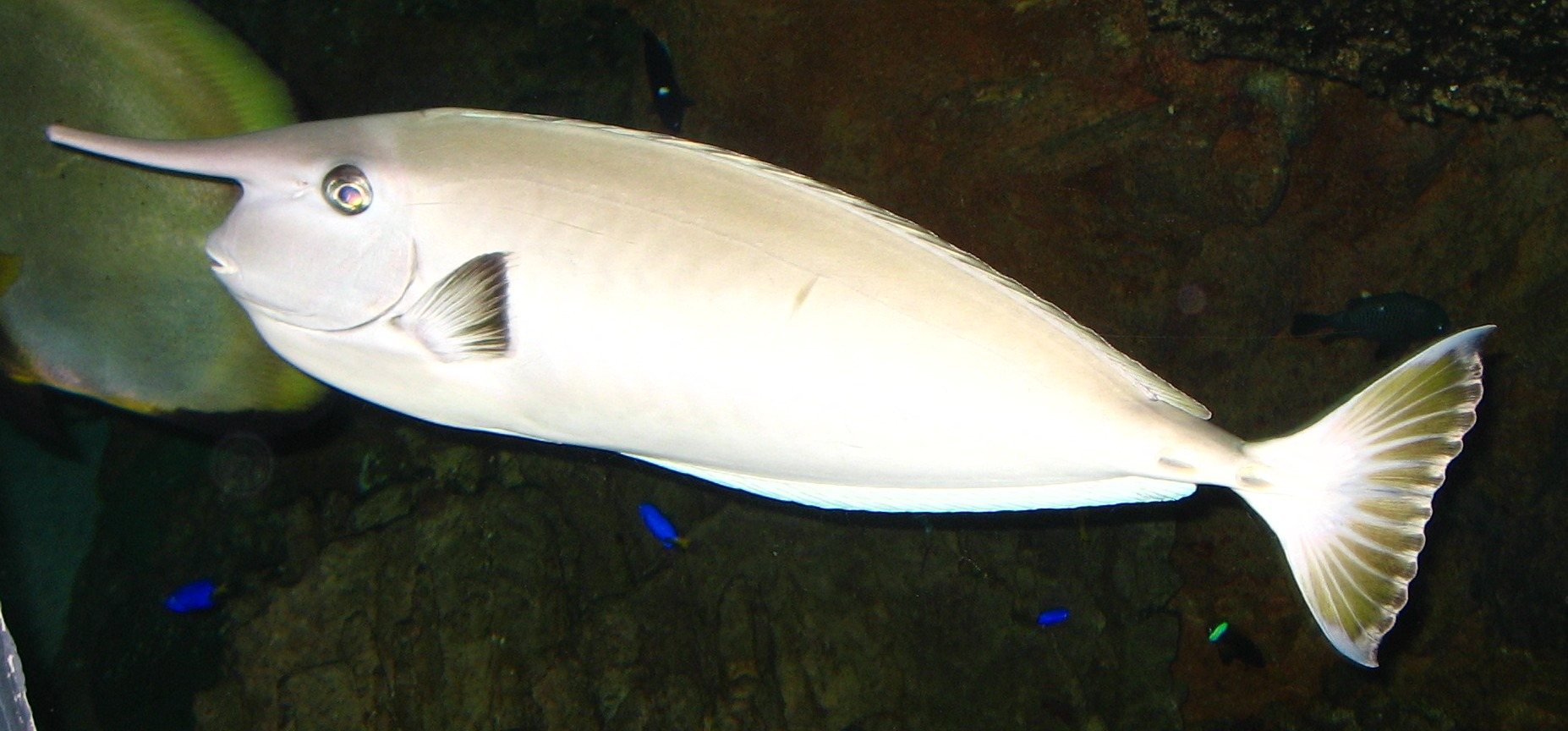
Vista lateral d'un exemplar a Nausicaä Centre National de la Mer, al nord de França

Naso brevirostris és una espècie de peix pertanyent a la família dels acantúrids.

## Descripció
- Pot arribar a fer 60 cm de llargària màxima.
- 6 espines i 27-29 radis tous a l'aleta dorsal i 2 espines i 27-30 radis tous a l'anal.
- La coloració dels adults varia entre el gris blavós i el marró olivaci. Les vores dels llavis són blaves.
- Els joves no tenen les banyes prominents dels adults.[3]

## Alimentació
Els joves i els subadults s'alimenten d'algues bentòniques, mentre que els adults es nodreixen de zooplàncton.

## Depredadors
És depredat per la tonyina d'ulls grossos (Thunnus obesus).

## Hàbitat
És un peix marí, associat als esculls i de clima tropical (24 °C-28 °C; 29°N-36°S, 26°E-137°W) que viu entre 2 i 122 m de fondària (normalment, entre 4 i 46).

## Distribució geogràfica
Es troba des del mar Roig i l'Àfrica oriental fins a les illes Hawaii, les illes Marqueses, el sud del Japó i l'illa de Lord Howe.

## Costums
És bentopelàgic.

## Observacions
N'hi ha informes d'intoxicacions per ciguatera.